# Grubovia sedoides
Grubovia sedoides (synonymer: Sedobassia sedoides och Bassia sedoides) är en amarantväxtart som ingår i släktet Grubovia och familjen amarantväxter.